# 芮宏
芮宏（1977年11月—），男，汉族，安徽繁昌人，1999年6月加入中国共产党，中华人民共和国政治人物。

## 生平
1994年8月铜陵市师范学校普师专业毕业后参加工作，先后获华中科技大学公共管理硕士学位、复旦大学管理学博士学位。历任共青团安徽省铜陵市直属机关工委副书记，共青团安徽省铜陵市委宣传部部长，共青团安徽省合肥市委副书记，合肥市青联主席，安徽民航机场集团有限公司副总经理。
2008年，经全国公开选拔，任广西壮族自治区旅游局副局长。2012年7月，通过公选任新疆生产建设兵团团委书记（正厅级），2013年5月，当选新疆生产建设兵团青年联合会主席。后担任新疆生产建设兵团党委南疆办副主任、第一师阿拉尔市党委常委、副师长（正师长级）、国家级阿拉尔经济技术开发区（阿拉尔工业园区）党工委书记、管委会主任。
2017年12月，调任台州市委常委，2018年1月，任台州市委常委、副市长。2020年1月，任台州市委副书记、政法委书记、台州湾循环经济产业集聚区（台州高新技术产业园区、台州绿心旅游度假区）党工委书记（正厅长级）。2021年11月，任浙江省文化和旅游厅副厅长、党组副书记（保留正厅长级）。2023年12月，出任浙江出版联合集团有限公司董事、总编辑、党委副书记。